# Loropetalum chinense
Loropetalum chinense, comúnmente conocido como flor de fleco china, flor de correa, jìmù (chino: 檵木; pinyin: jìmù) , afajimu, zhimu, o zhimofa, es un arbusto o árbol pequeño de la familia Hamamelidaceae.

## Descripción
Son árboles perennifolios con ramas que forman capas horizontales.  Las hojas están dispuestas de forma alterna, ovadas de 2.5 a 5.1 cm de largo por 2.5 cm de ancho, y tienen una consistencia ligeramente abrasiva.

## Farmacognosia
Las hojas, flores y raíces de L. chinense se utilizan en la medicina tradicional china.  
Según el Record of Plant Names, L. chinense tiene efectos curativos y depresores del sangrado, como astringente intestinal y diarreico, estimula el crecimiento muscular y como analgésico. En medicina popular china se utiliza a menudo para tratar hemorragias traumáticas. Los flavonoides presentes en Loropetalum tienen funciones antibacterianas, antiinflamatorias, sedantes y otras, además de importantes efectos antioxidantes y anticancerígenos. Los flavonoides totales, taninos, ácidos grasos, sustancias fenólicas y ácidos orgánicos constituyen ingredientes eficaces con valor medicinal.
Los principales flavonoides son la quercetina, el kaempferol y la miricetina. La quercetina inhibe significativamente el efecto de los agentes cancerígenos, el kaempferol revierte la resistencia a múltiples fármacos de las células tumorales, y la miricetina tiene un efecto hipoglucemiante, antagoniza el factor activador de plaquetas, tiene un efecto antioxidante, etc. Las propiedades de estos tres tipos de flavonoides podrían sustentar el valor medicinal de la especie Loropetalum. L. chinense también contiene taninos, flavonoides y polifenoles que podrían ser la base de su valor medicinal.

## Lista de cultivares
- Loropetalum chinense 'Pizazz'
- Loropetalum chinense 'Rubrum'
- Loropetalum chinense 'Ruby'
- Loropetalum chinense var. rubrum 'Blush'
- Loropetalum chinense var. rubrum 'Burgundy'
- Loropetalum chinense var. rubrum 'Fire Dance'
- Loropetalum chinense var. rubrum 'Hines Purpleleaf'
- Loropetalum chinense var. rubrum 'Purple Majesty'
- Loropetalum chinense var. rubrum 'Raspberry Fringe'
- Loropetalum chinense var. rubrum 'Razzle-Dazzle'
- Loropetalum chinense var. rubrum 'Zhuzhou Fuchsia'
- Loropetalum chinense Black Pearl (PBR)
- Loropetalum chinense 'Chang Nian Hong'
- Loropetalum chinense 'China Pink'
- Loropetalum chinense 'Emerald Snow'
- Loropetalum chinense Ever Red
- Loropetalum chinense 'Griffcrl'
- Loropetalum chinense Hot Spice
- Loropetalum chinense 'Ming Dynasty'
- Loropetalum chinense 'Nci 002'
- Loropetalum chinense 'Rose Blush'
- Loropetalum chinense 'Snowdance'
- Loropetalum chinense 'Song'
- Loropetalum chinense 'Tang Dynasty'
- Loropetalum chinense var. rubrum 'Fire Glow'
- Loropetalum chinense var. rubrum 'Monraz'
- Loropetalum chinense var. rubrum 'Pearl'(PBR)
- Loropetalum chinense var. rubrum 'Pipa's Red'
- Loropetalum chinense var. rubrum 'Daybreak's Flame'
- Loropetalum chinense 'Dazzle'
- Loropetalum chinense 'Peack'
- Loropetalum chinense var. rubrum 'Purple Pixie'
- Loropetalum chinense var. rubrum 'Shang-hi'
- Loropetalum chinense var. rubrum 'Shang-lo'
- Loropetalum chinense ‘Shang-Red’